# 勅旨駅

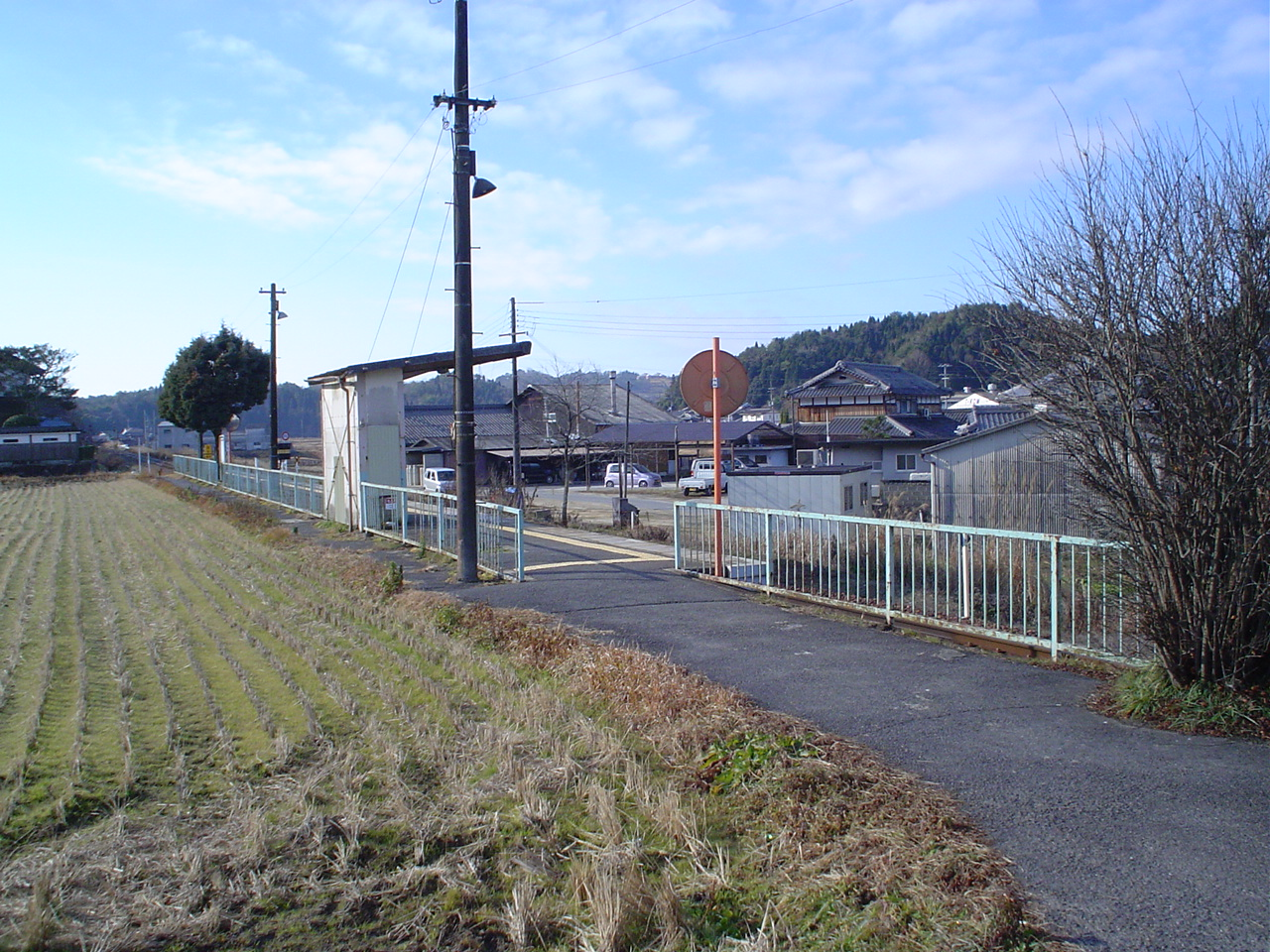
ホームへの出入り口（2008年12月）

勅旨駅（ちょくしえき）は、滋賀県甲賀市信楽町勅旨にある信楽高原鐵道信楽線の駅である。

## 歴史
- 1963年（昭和38年）6月1日：開業[1]。
- 1987年（昭和62年）
  - 4月1日：国鉄分割民営化により西日本旅客鉄道（JR西日本）に承継[1]。
  - 7月13日：信楽高原鐵道の駅となる[1]。

## 駅構造
単式ホーム1面1線の地上駅で、無人駅。駅舎はないが、駅前に公衆トイレがある。

## 利用状況
| 年度               | 1日平均乗車人員 |
| ------------------ | --------------- |
| 2011年（平成23年） | 99              |
| 2012年（平成24年） | 100             |
| 2013年（平成25年） | 88              |
| 2014年（平成26年） | 80              |
| 2015年（平成27年） | 86              |
| 2016年（平成28年） | 107             |
| 2017年（平成29年） | 76              |

## 駅周辺
駅から少し離れた西側を大戸川が流れ、それに沿って国道307号が通る。駅東側は集落となっている。駅のすぐ近くに西恩寺がある。
- 澤善幸せ創造館[3] - 陶芸教室・レストラン・民宿を併設。
- カネマン陶器[4]
- 西恩寺[2]
- 八幡神社
- 天神神社[5]
- 国道307号
- 甲賀市コミュニティバス「勅旨」停留所 - 雲井国道線
- 西恩寺橋
- 大戸川

## 隣の駅
信楽高原鐵道
■信楽線
雲井駅 - 勅旨駅 - 玉桂寺前駅